# Kreuzlingen
Kreuzlingen est une ville et une commune suisse du canton de Thurgovie, située dans le district homonyme. Avec 22 000 habitants, la ville de Kreuzlingen est la deuxième ville du canton de Thurgovie et la plus grande ville Suisse au bord du lac de Constance.
Elle a été créée par la réunion des anciennes communes de Kurzrickenbach, Emmishofen, Egelshofen et de l'ancien couvent de Kreuzlingen.

## Géographie

Kreuzlingen et Constance vues depuis le sud.

Kreuzlingen est située au nord du canton, au bord du lac de Constance, au sud-est de la ville voisine allemande de Constance. Les quartiers du sud de la ville sont construits sur le versant nord de la chaîne de collines appelée Seerücken, signifiant en allemand « dos du lac », dont la crête est en grande partie boisée.
Selon l'Office fédéral de la statistique, Kreuzlingen mesure 11,49 km2. Sa population en fait la deuxième ville du canton après Frauenfeld et la plus grande ville suisse au bord du lac de Constance. Avec la ville de Constance, elle forme une agglomération transfrontalière de 110 000 habitants[réf. nécessaire].

## Démographie
Selon l'Office fédéral de la statistique, Kreuzlingen compte 22 788 habitants fin 2022. Sa densité de population atteint 1983 hab./km2.
48,6 % de la population totale, fin 2009, sont de nationalité étrangère. Les résidents allemands en constituent une grande partie avec 4 048 personnes.
En 2008, le taux d'employés dans le secteur primaire figurait à 0,37 % contre 29,37 % dans le secteur industriel. 70,26 % des employés travaillaient dans le secteur tertiaire.

## Histoire

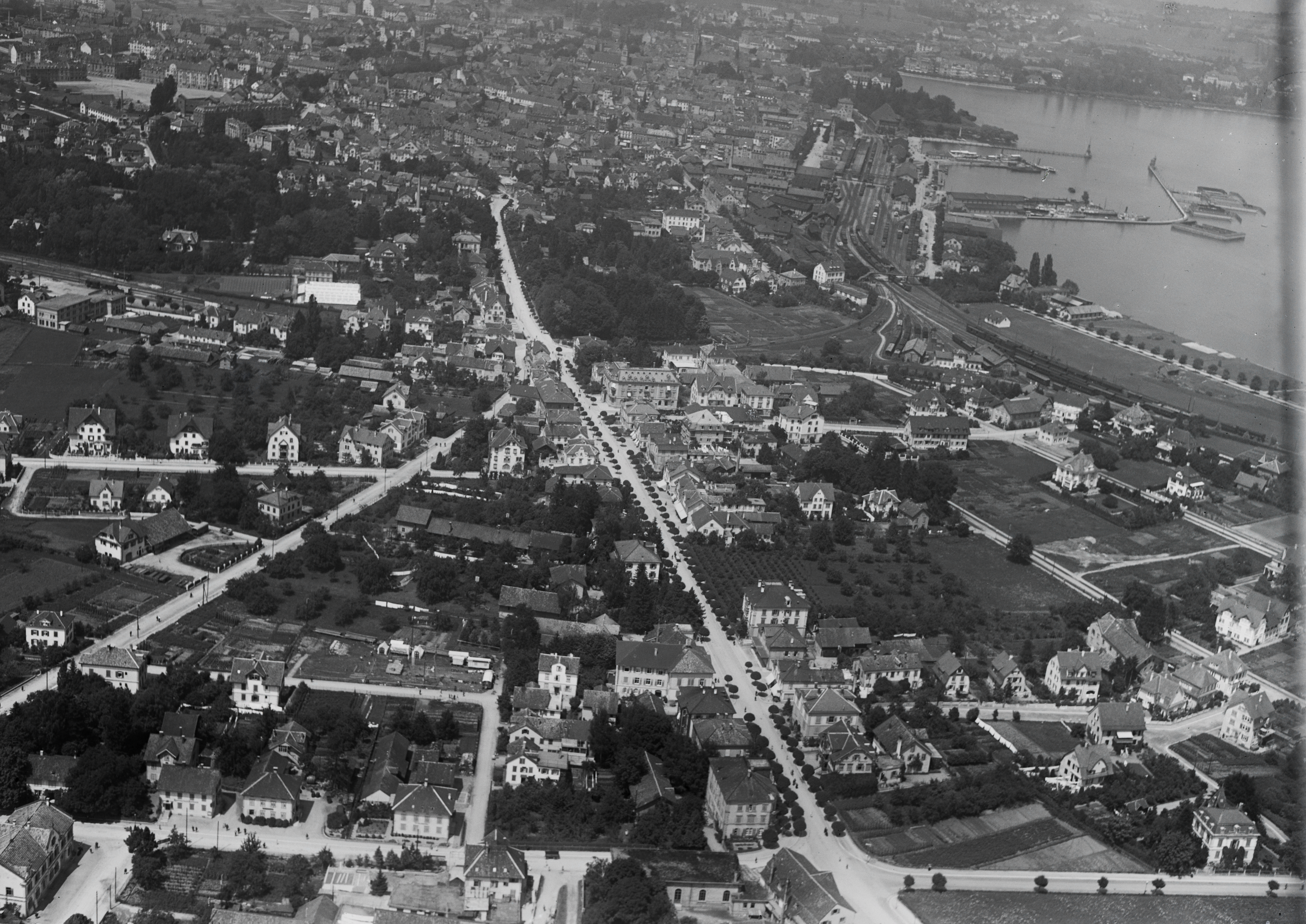
Photo aérienne prise à 200 m par Walter Mittelholzer (1919).

Le couvent des Augustins de Kreuzlingen est fondé en 1125 par Ulrich 1er, évêque de Constance. Après avoir été détruite deux fois, l'abbaye est finalement reconstruite en style baroque en 1650, cette fois à un endroit environ un kilomètre plus éloigné des remparts de Constance que le site original. En 1848 l'abbaye est sécularisée par le canton de Thurgovie.
Ses terres sont alors en partie occupées par le sanatorium Bellevue (1857-1980), qui accueille des patients comme Bertha Pappenheim (Anna O.) et l'historien d'art Aby Warburg. Fondée par un psychiatre de Münsterlingen, Ludwig Binswanger, la clinique était moderne pour l'époque et resta dans la famille près de 120 ans. Elle fut le lieu d'importantes avancées psychiatriques, en particulier sous la direction du petit-fils du fondateur, aussi nommé Ludwig Binswanger. Peu de ses bâtiments existent encore aujourd'hui.
En 1874, la commune d’Egelshofen est réunie à Kreuzlingen. La commune s’agrandit encore en 1927 et en 1928 en absorbant les communes de Kurzrickenbach et Emmishofen respectivement. Kreuzlingen atteint le statut de ville avec 10 000 habitants en 1947.

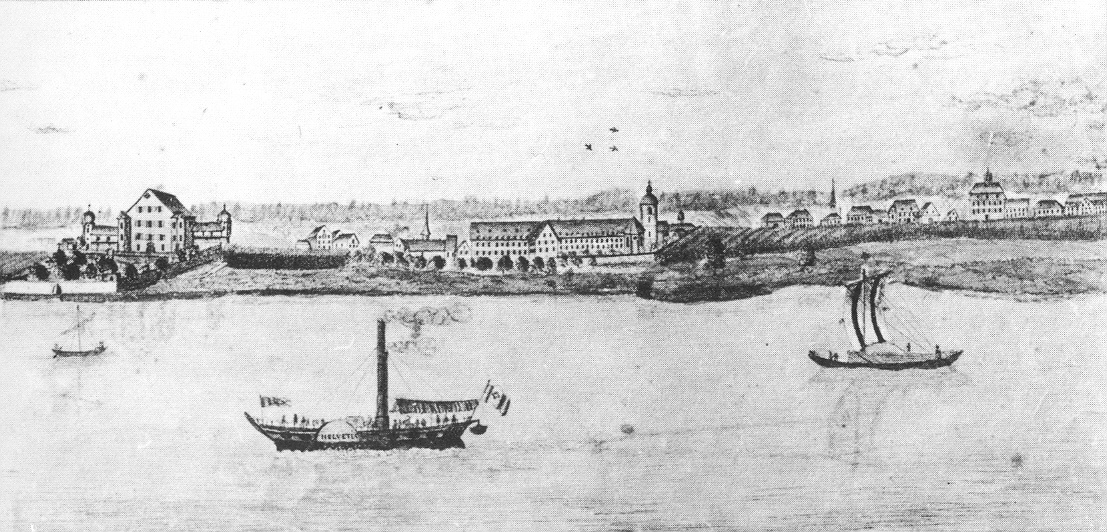
Kreuzlingen vers 1840.
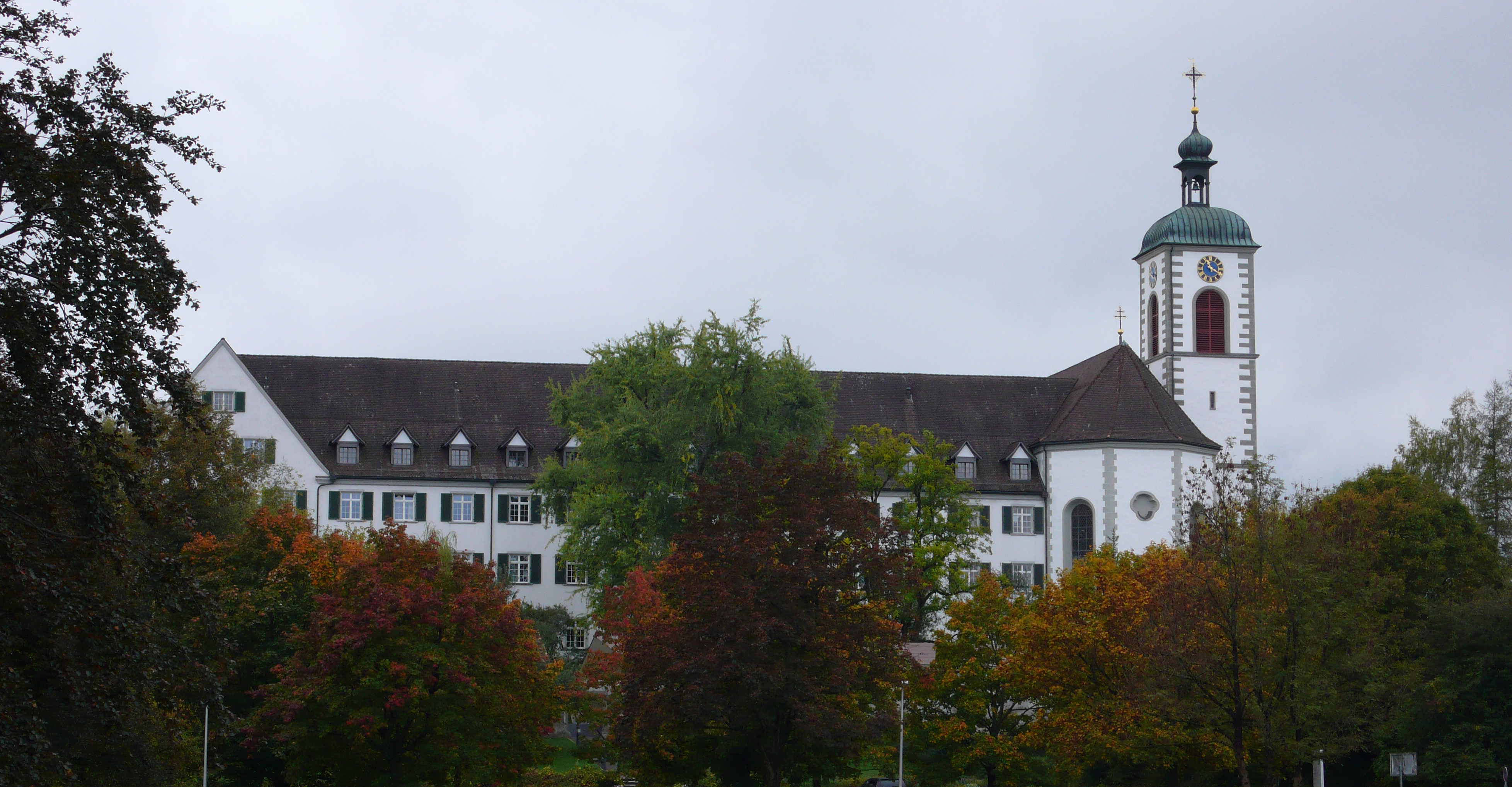
Église Saint-Ulrich et Sainte-Afre avec l'ancien couvent.
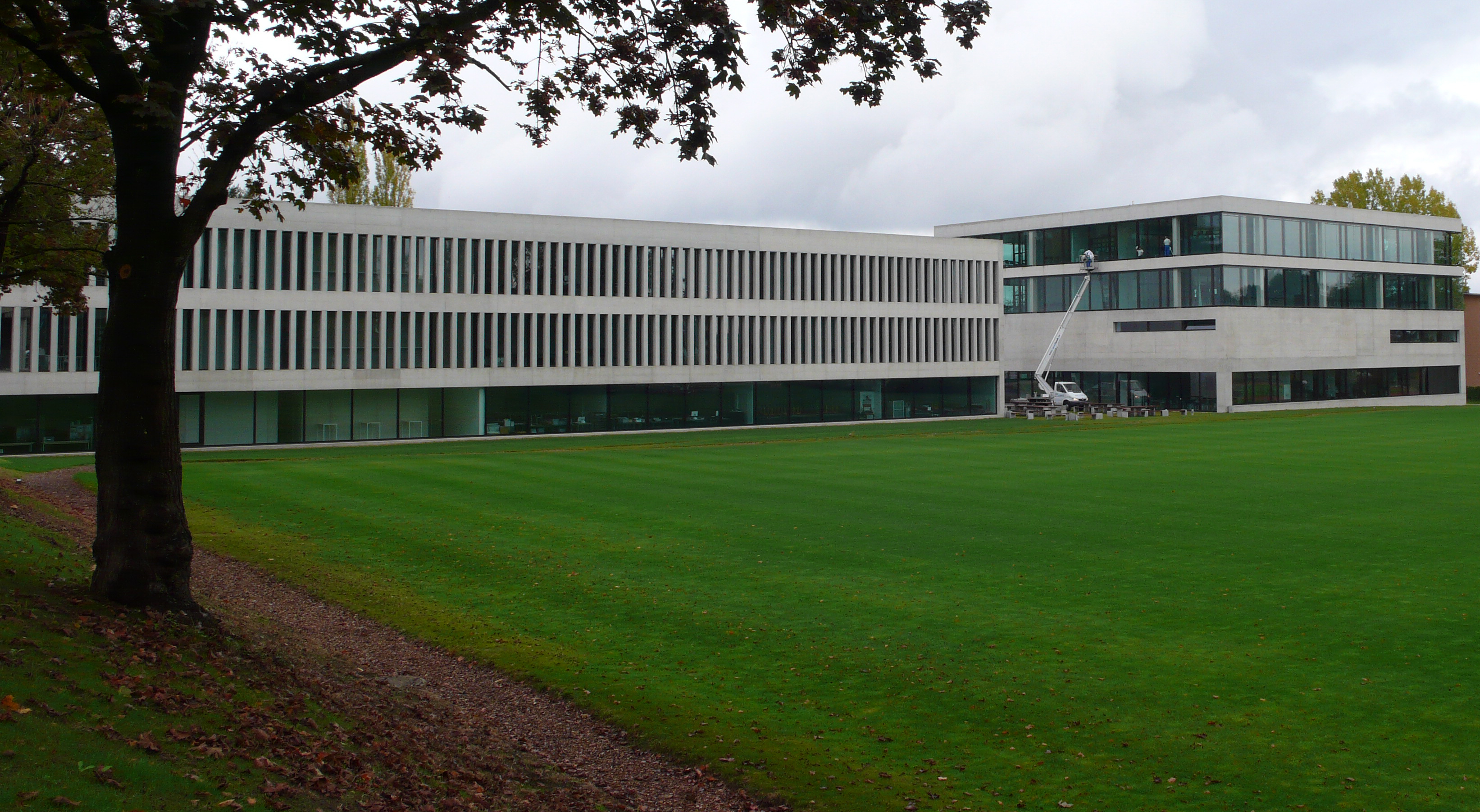
Haute École Pédagogique de Thurgovie PHTG.
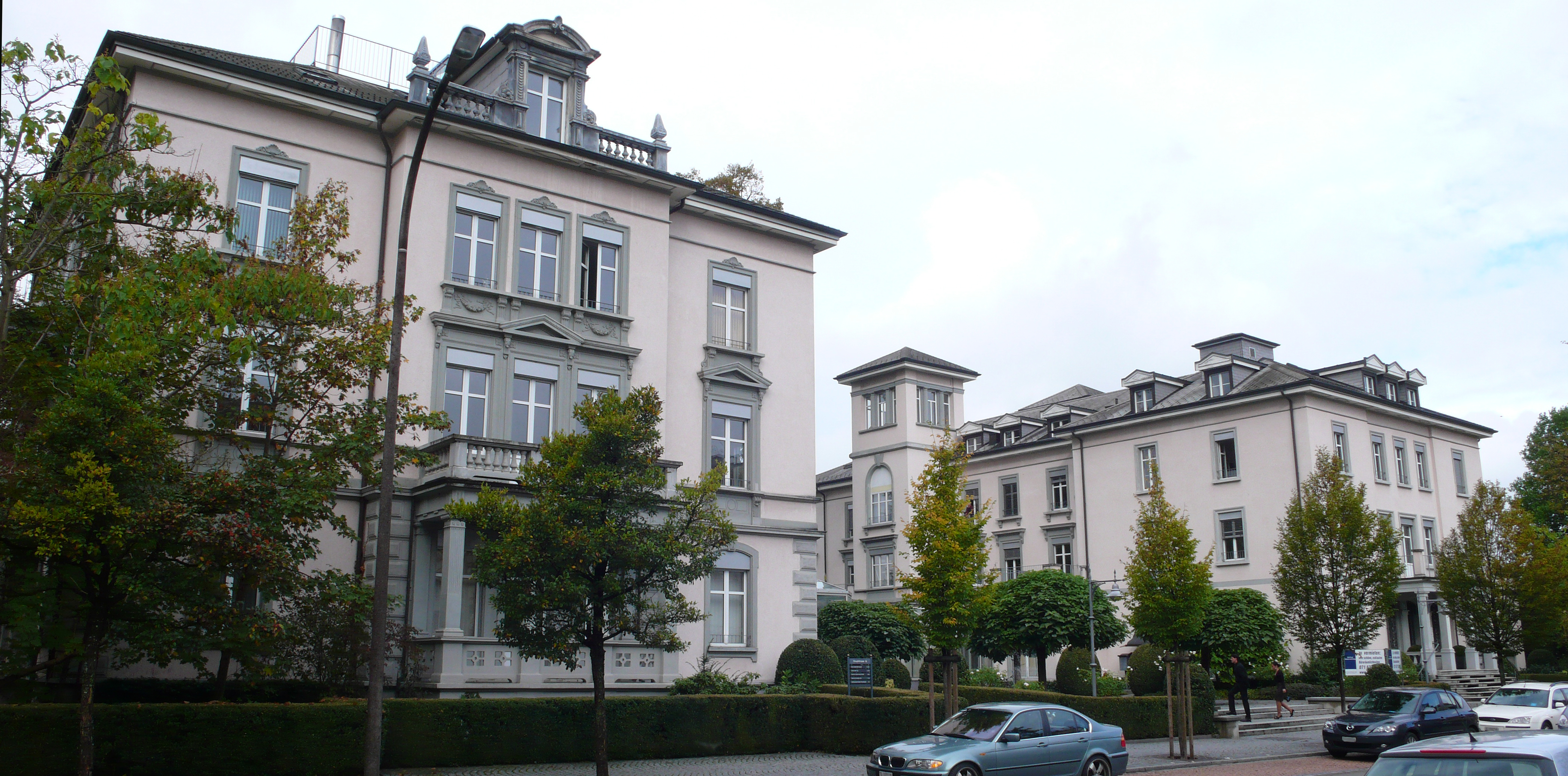
Bâtiments de l'ancien sanatorium.

## Enseignement
Kreuzlingen est le siège de la Haute école pédagogique de Thurgovie (Pädagogische Hochschule Thurgau), fondée en 2003. En outre Kreuzlingen abrite, depuis les années 1960, un des trois lycées cantonaux de Thurgovie.

## Médias
- Kreuzlinger Zeitung, bi-hebdomadaire

## Culture et patrimoine

### Héraldique
| Blason | Blasonnement : Parti d'argent à la croix haute pattée et de gueules à la crosse abbatiale d'argent. |

### Monuments et curiosités
- Ancien couvent des Augustins

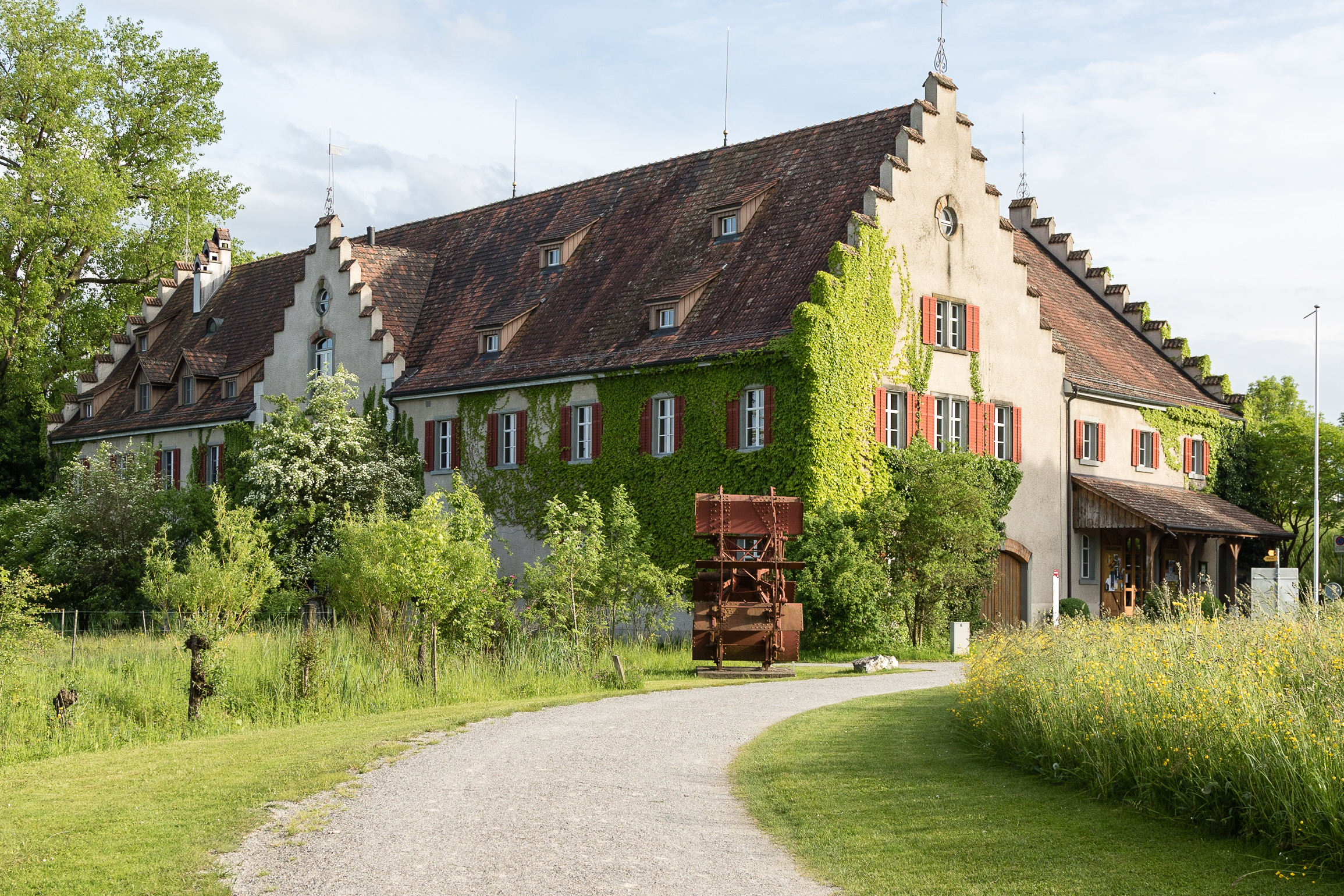
Seemuseum.

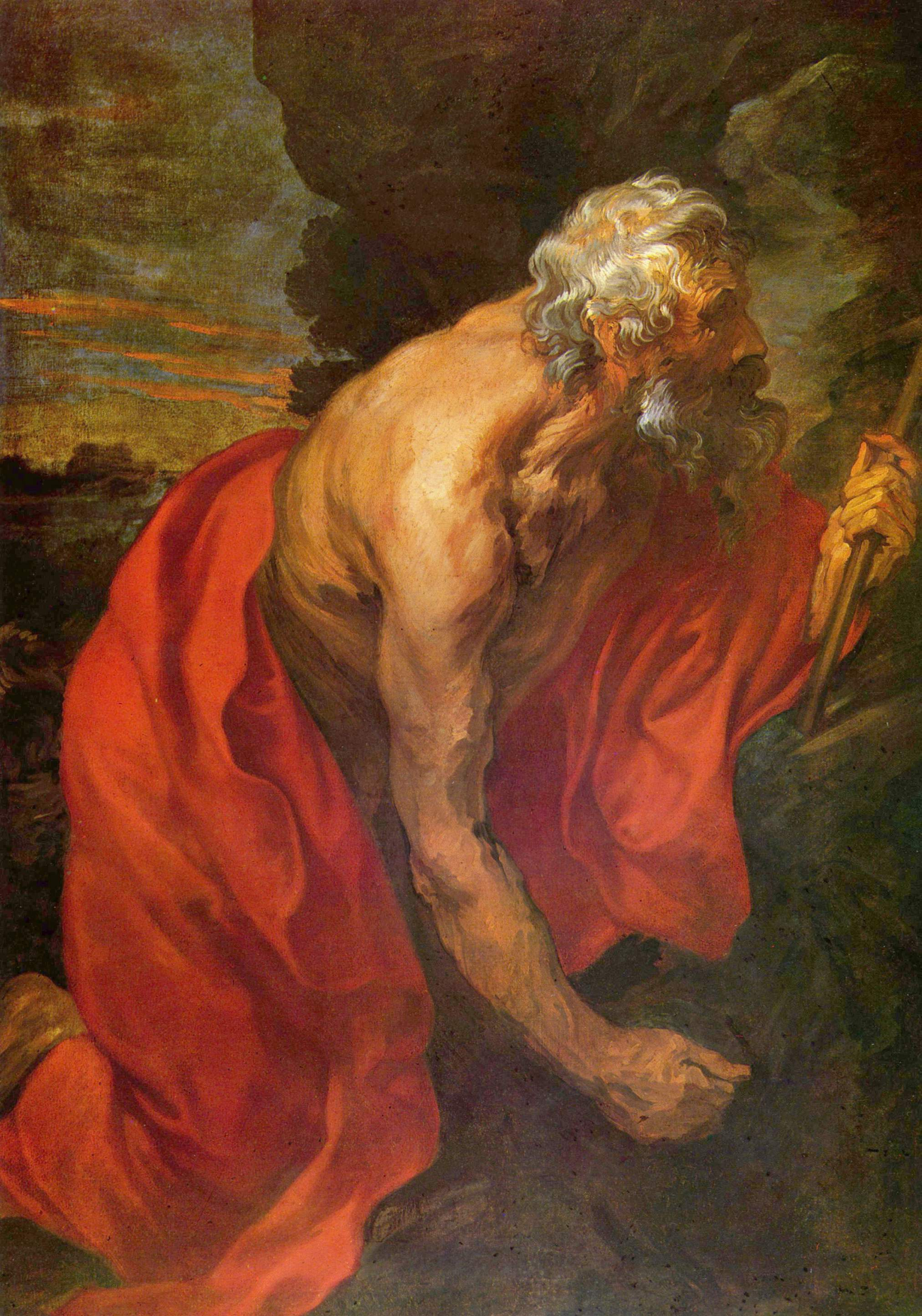
Saint Jérôme, 1618-1620
par Antoine van Dyck.
Collection Heinz Kisters, Kreuzlingen.

- Ancienne collégiale Saint-Ulrich et Sainte-Afre (avec la chapelle du Mont-des-Oliviers)
- Maison Rosenegg (musée régional)
- Château Seeburg
- Seemuseum (« musée du lac »)
- Chapelle de Bernrain située sur le chemin de Saint-Jacques de Compostelle.

### Personnalités
- Ludwig Binswanger (1881-1966), psychiatre né à Kreuzlingen;
- Lluís Companys i Micó (1911-1956), fils unique du président catalan Lluís Companys, a été hospitalisé à  Kreuzlingen pendant la guerre d'Espagne[5];
- Andreas Klöden, coureur cycliste allemand;
- Armin Schibler (1920-1986), compositeur;
- Jan Ullrich, coureur cycliste allemand.

## Transports
- Ligne ferroviaire CFF Zurich-Kreuzlingen-Constance
- Ligne ferroviaire CFF Schaffhouse-Kreuzlingen-St-Gall
- Autoroute A7 Zurich-Constance
- Port de bateaux-promenade